# Gnophos confluens
Gnophos confluens är en fjärilsart som beskrevs av N och W. Gnophos confluens ingår i släktet Gnophos och familjen mätare. Inga underarter finns listade i Catalogue of Life.